# 기흥고등학교
기흥고등학교(器興高等學校)은 대한민국 경기도 용인시 기흥구 신갈동에 있는 공립 고등학교이다.

## 학교 연혁
- 2001년 1월 5일 : 기흥고등학교 설립인가
- 2001년 3월 2일 : 초대 오세형 교장 취임
- 2001년 3월 5일 : 제1회 입학식(8개 학급 327명)
- 2001년 10월 23일 : 제1회 용흥제 실시
- 2002년 5월 18일 : 기흥고 교훈탑 건립
- 2003년 11월 13일 : 특별교실 준공, 식당증축, 다솜관 개관
- 2004년 2월 3일 : 제1회 졸업식(301명)
- 2004년 10월 7일 : 도서관 리모텔링 및 어학실 준공
- 2006년 10월 1일 : 용흥관 준공
- 2007년 4월 1일 : 학교 독서실 설치(332석)
- 2017년 2월 7일 : 제14회 졸업식(375명, 총 5,191명)
- 2024년 1월 5일 : 제21회 졸업식(292명)
- 2024년 3월 1일 : 제8대 박준석 교장 취임
- 2024년 3월 4일 : 제24회 입학식(11개 학급 343명)

## 참고 자료
- 기흥고등학교 - 한국교육학술정보원 학교알리미